# هرمن استاین
هرمن استاین (انگلیسی: Herman Stein؛ ۱۹ اوت ۱۹۱۵ – ۱۵ مارس ۲۰۰۷) آهنگساز اهل ایالات متحده آمریکا بود.
از فیلم‌ها یا مجموعه‌های تلویزیونی که وی در آن‌ها نقش داشته است، می‌توان به انتقام از مخلوق، رتیل، گمشده در فضا و سفر به قعر دریا اشاره نمود.